# Tour de Slovénie 2025
Le Tour de Slovénie 2025 est la 31e édition de cette course cycliste sur route masculine. Il a lieu en cinq étapes du 4 au 8 juin 2025 en Slovénie sur une distance totale de 799 km . La course fait partie du calendrier UCI ProSeries 2025 en catégorie 2.Pro.

## Présentation

### Parcours
La 4e étape entre Maribor et Golte est l'étape reine du Tour de Slovénie 2025. Elle se termine par l'ascension vers Golte (altitude de 1 424 m) longue de 13,8 km avec une pente moyenne de 7,4 %.

### Équipes[2]
| WorldTeams (5)- Team Visma \| Lease a Bike - Bahrain-Victorious - Lidl-Trek - Team Jayco AlUla - UAE Team Emirates XRG ProTeams (10)- Caja Rural-Seguros RGA - Equipo Kern Pharma - Euskaltel-Euskadi - Team Polti VisitMalta - Solution Tech-Vini Fantini - Unibet Tietema Rockets - Burgos-Burpellet-BH - Uno-X Mobility - VF Group-Bardiani CSF-Faizanè - Q36.5 Pro Cycling Team Équipes continentales (5)- Adria Mobil - Pogi Team Ljubljana Gusto - Pierre Baguette Cycling - Factor Racing - Benotti Berthold |
| |

## Étapes[3]
| Étape     | Date   | Villes étapes             | type                      | Distance (km) | Dénivelé (m) | Vainqueur d'étape | Leader du classement général |
| --------- | ------ | ------------------------- | ------------------------- | ------------- | ------------ | ----------------- | ---------------------------- |
| 1re étape | 4 juin | Piran – Škofljica         | étape vallonnée           | 168,7         | 1 838 m      | Dylan Groenewegen | Dylan Groenewegen            |
| 2e étape  | 5 juin | Velenje – Rogaska Slatina | étape vallonnée           | 157,8         | 1 842 m      | Fabio Christen    | Fabio Christen               |
| 3e étape  | 6 juin | Majšperk – Ormož          | étape de plaine           | 173,4         | 1 382 m      | Dylan Groenewegen | Fabio Christen               |
| 4e étape  | 7 juin | Maribor – Golte           | étape de moyenne montagne | 175,2         | 3 014 m      |                   |                              |
| 5e étape  | 8 juin | Litija – Novo Mesto       | étape vallonnée           | 123,9         | 1 847 m      |                   |                              |

## Déroulement de la course

### 1reétape
| \| Classement de l'étape \| Classement de l'étape \| Classement de l'étape \| Classement de l'étape \| Classement de l'étape \| \| Coureur \| Coureur \| Pays \| Équipe \| Temps \| \| --------------------- \| ---------------------- \| --------------------- \| ----------------------------- \| --------------------- \| \| 1er \| Dylan Groenewegen \| Pays-Bas \| Team Jayco AlUla \| 3 h 49 min 21 s \| \| 2e \| Phil Bauhaus \| Allemagne \| Bahrain Victorious \| + 0 s \| \| 3e \| Manuel Peñalver \| Espagne \| Team Polti VisitMalta \| + 0 s \| \| 4e \| Tim Torn Teutenberg \| Allemagne \| Lidl-Trek \| + 0 s \| \| 5e \| Sebastián Molano \| Colombie \| UAE Team Emirates XRG \| + 0 s \| \| 6e \| Luca Colnaghi \| Italie \| VF Group-Bardiani CSF-Faizanè \| + 0 s \| \| 7e \| Tilen Finkšt \| Slovénie \| Adria Mobil \| + 0 s \| \| 8e \| Sakarias Koller Løland \| Norvège \| Uno-X Mobility \| + 0 s \| \| 9e \| Žak Eržen \| Slovénie \| Bahrain Victorious \| + 0 s \| \| 10e \| Davide Bomboi \| Belgique \| Unibet Tietema Rockets \| + 0 s \| |                        |           |                               |                 |
| |                        |           |                               |                 |
| |                        |           |                               |                 |
| Classement de l'étape |                        |           |                               |                 |
| Coureur | Coureur                | Pays      | Équipe                        | Temps           |
| 1er | Dylan Groenewegen      | Pays-Bas  | Team Jayco AlUla              | 3 h 49 min 21 s |
| 2e | Phil Bauhaus           | Allemagne | Bahrain Victorious            | + 0 s           |
| 3e | Manuel Peñalver        | Espagne   | Team Polti VisitMalta         | + 0 s           |
| 4e | Tim Torn Teutenberg    | Allemagne | Lidl-Trek                     | + 0 s           |
| 5e | Sebastián Molano       | Colombie  | UAE Team Emirates XRG         | + 0 s           |
| 6e | Luca Colnaghi          | Italie    | VF Group-Bardiani CSF-Faizanè | + 0 s           |
| 7e | Tilen Finkšt           | Slovénie  | Adria Mobil                   | + 0 s           |
| 8e | Sakarias Koller Løland | Norvège   | Uno-X Mobility                | + 0 s           |
| 9e | Žak Eržen              | Slovénie  | Bahrain Victorious            | + 0 s           |
| 10e | Davide Bomboi          | Belgique  | Unibet Tietema Rockets        | + 0 s           |

| \| Classement général \| Classement général \| Classement général \| Classement général \| Classement général \| \| Coureur \| Coureur \| Pays \| Équipe \| Temps \| \| ------------------ \| ------------------- \| ------------------ \| ----------------------------- \| ------------------ \| \| 1er \| Dylan Groenewegen \| Pays-Bas \| Team Jayco AlUla \| 3 h 49 min 11 s \| \| 2e \| Fabio Christen \| Suisse \| Q36.5 Pro Cycling Team \| + 1 s \| \| 3e \| Phil Bauhaus \| Allemagne \| Bahrain Victorious \| + 4 s \| \| 4e \| Manuel Peñalver \| Espagne \| Team Polti VisitMalta \| + 6 s \| \| 5e \| Matic Žumer \| Slovénie \| Adria Mobil \| + 7 s \| \| 6e \| António Morgado \| Portugal \| UAE Team Emirates XRG \| + 8 s \| \| 7e \| Fernando Barceló \| Espagne \| Caja Rural-Seguros RGA \| + 9 s \| \| 8e \| Tim Torn Teutenberg \| Allemagne \| Lidl-Trek \| + 10 s \| \| 9e \| Sebastián Molano \| Colombie \| UAE Team Emirates XRG \| + 10 s \| \| 10e \| Luca Colnaghi \| Italie \| VF Group-Bardiani CSF-Faizanè \| + 10 s \| |                     |           |                               |                 |
| |                     |           |                               |                 |
| |                     |           |                               |                 |
| Classement général |                     |           |                               |                 |
| Coureur | Coureur             | Pays      | Équipe                        | Temps           |
| 1er | Dylan Groenewegen   | Pays-Bas  | Team Jayco AlUla              | 3 h 49 min 11 s |
| 2e | Fabio Christen      | Suisse    | Q36.5 Pro Cycling Team        | + 1 s           |
| 3e | Phil Bauhaus        | Allemagne | Bahrain Victorious            | + 4 s           |
| 4e | Manuel Peñalver     | Espagne   | Team Polti VisitMalta         | + 6 s           |
| 5e | Matic Žumer         | Slovénie  | Adria Mobil                   | + 7 s           |
| 6e | António Morgado     | Portugal  | UAE Team Emirates XRG         | + 8 s           |
| 7e | Fernando Barceló    | Espagne   | Caja Rural-Seguros RGA        | + 9 s           |
| 8e | Tim Torn Teutenberg | Allemagne | Lidl-Trek                     | + 10 s          |
| 9e | Sebastián Molano    | Colombie  | UAE Team Emirates XRG         | + 10 s          |
| 10e | Luca Colnaghi       | Italie    | VF Group-Bardiani CSF-Faizanè | + 10 s          |

### 2eétape
| \| Classement de l'étape \| Classement de l'étape \| Classement de l'étape \| Classement de l'étape \| Classement de l'étape \| \| Coureur \| Coureur \| Pays \| Équipe \| Temps \| \| --------------------- \| ---------------------- \| --------------------- \| ---------------------- \| --------------------- \| \| 1er \| Fabio Christen \| Suisse \| Q36.5 Pro Cycling Team \| 3 h 44 min 31 s \| \| 2e \| Anders Johannessen \| Norvège \| Uno-X Mobility \| + 0 s \| \| 3e \| Tao Geoghegan Hart \| Royaume-Uni \| Lidl-Trek \| + 0 s \| \| 4e \| Felix Großschartner \| Autriche \| UAE Team Emirates XRG \| + 0 s \| \| 5e \| Jakob Omrzel \| Slovénie \| Bahrain-Victorious \| + 0 s \| \| 6e \| Rui Oliveira \| Portugal \| UAE Team Emirates XRG \| + 0 s \| \| 7e \| Sjoerd Bax \| Pays-Bas \| Q36.5 Pro Cycling Team \| + 6 s \| \| 8e \| Nicolò Parisini \| Italie \| Q36.5 Pro Cycling Team \| + 53 s \| \| 9e \| Sakarias Koller Løland \| Norvège \| Uno-X Mobility \| + 53 s \| \| 10e \| Tim Torn Teutenberg \| Allemagne \| Lidl-Trek \| + 53 s \| |                        |             |                        |                 |
| |                        |             |                        |                 |
| |                        |             |                        |                 |
| Classement de l'étape |                        |             |                        |                 |
| Coureur | Coureur                | Pays        | Équipe                 | Temps           |
| 1er | Fabio Christen         | Suisse      | Q36.5 Pro Cycling Team | 3 h 44 min 31 s |
| 2e | Anders Johannessen     | Norvège     | Uno-X Mobility         | + 0 s           |
| 3e | Tao Geoghegan Hart     | Royaume-Uni | Lidl-Trek              | + 0 s           |
| 4e | Felix Großschartner    | Autriche    | UAE Team Emirates XRG  | + 0 s           |
| 5e | Jakob Omrzel           | Slovénie    | Bahrain-Victorious     | + 0 s           |
| 6e | Rui Oliveira           | Portugal    | UAE Team Emirates XRG  | + 0 s           |
| 7e | Sjoerd Bax             | Pays-Bas    | Q36.5 Pro Cycling Team | + 6 s           |
| 8e | Nicolò Parisini        | Italie      | Q36.5 Pro Cycling Team | + 53 s          |
| 9e | Sakarias Koller Løland | Norvège     | Uno-X Mobility         | + 53 s          |
| 10e | Tim Torn Teutenberg    | Allemagne   | Lidl-Trek              | + 53 s          |

| \| Classement général \| Classement général \| Classement général \| Classement général \| Classement général \| \| Coureur \| Coureur \| Pays \| Équipe \| Temps \| \| ------------------ \| ------------------- \| ------------------ \| ----------------------------------- \| ------------------ \| \| 1er \| Fabio Christen \| Suisse \| Q36.5 Pro Cycling Team \| 7 h 33 min 27 s \| \| 2e \| Anders Johannessen \| Norvège \| Uno-X Mobility \| + 16 s \| \| 3e \| Tao Geoghegan Hart \| Royaume-Uni \| Lidl-Trek \| + 21 s \| \| 4e \| Rui Oliveira \| Portugal \| UAE Team Emirates XRG \| + 25 s \| \| 5e \| Felix Großschartner \| Autriche \| UAE Team Emirates XRG \| + 25 s \| \| 6e \| Jakob Omrzel \| Slovénie \| Bahrain Victorious Development Team \| + 25 s \| \| 7e \| Sjoerd Bax \| Pays-Bas \| Q36.5 Pro Cycling Team \| + 31 s \| \| 8e \| Fernando Barceló \| Espagne \| Caja Rural-Seguros RGA \| + 1 min 15 s \| \| 9e \| António Morgado \| Portugal \| UAE Team Emirates XRG \| + 1 min 16 s \| \| 10e \| Tim Torn Teutenberg \| Allemagne \| Lidl-Trek \| + 1 min 18 s \| |                     |             |                                     |                 |
| |                     |             |                                     |                 |
| |                     |             |                                     |                 |
| Classement général |                     |             |                                     |                 |
| Coureur | Coureur             | Pays        | Équipe                              | Temps           |
| 1er | Fabio Christen      | Suisse      | Q36.5 Pro Cycling Team              | 7 h 33 min 27 s |
| 2e | Anders Johannessen  | Norvège     | Uno-X Mobility                      | + 16 s          |
| 3e | Tao Geoghegan Hart  | Royaume-Uni | Lidl-Trek                           | + 21 s          |
| 4e | Rui Oliveira        | Portugal    | UAE Team Emirates XRG               | + 25 s          |
| 5e | Felix Großschartner | Autriche    | UAE Team Emirates XRG               | + 25 s          |
| 6e | Jakob Omrzel        | Slovénie    | Bahrain Victorious Development Team | + 25 s          |
| 7e | Sjoerd Bax          | Pays-Bas    | Q36.5 Pro Cycling Team              | + 31 s          |
| 8e | Fernando Barceló    | Espagne     | Caja Rural-Seguros RGA              | + 1 min 15 s    |
| 9e | António Morgado     | Portugal    | UAE Team Emirates XRG               | + 1 min 16 s    |
| 10e | Tim Torn Teutenberg | Allemagne   | Lidl-Trek                           | + 1 min 18 s    |

### 3eétape
| \| Classement de l'étape \| Classement de l'étape \| Classement de l'étape \| Classement de l'étape \| Classement de l'étape \| \| Coureur \| Coureur \| Pays \| Équipe \| Temps \| \| --------------------- \| --------------------- \| --------------------- \| ----------------------------- \| --------------------- \| \| 1er \| Dylan Groenewegen \| Pays-Bas \| Team Jayco AlUla \| 3 h 57 min 48 s \| \| 2e \| Sebastián Molano \| Colombie \| UAE Team Emirates XRG \| + 0 s \| \| 3e \| Phil Bauhaus \| Allemagne \| Bahrain Victorious \| + 0 s \| \| 4e \| Tim Torn Teutenberg \| Allemagne \| Lidl-Trek \| + 0 s \| \| 5e \| Manuel Peñalver \| Espagne \| Team Polti VisitMalta \| + 0 s \| \| 6e \| Tilen Finkšt \| Slovénie \| Adria Mobil \| + 0 s \| \| 7e \| Carl-Frederik Bévort \| Danemark \| Uno-X Mobility \| + 0 s \| \| 8e \| Nicolò Parisini \| Italie \| Q36.5 Pro Cycling Team \| + 0 s \| \| 9e \| Fernando Barceló \| Espagne \| Caja Rural-Seguros RGA \| + 0 s \| \| 10e \| Luca Colnaghi \| Italie \| VF Group-Bardiani CSF-Faizanè \| + 0 s \| |                      |           |                               |                 |
| |                      |           |                               |                 |
| |                      |           |                               |                 |
| Classement de l'étape |                      |           |                               |                 |
| Coureur | Coureur              | Pays      | Équipe                        | Temps           |
| 1er | Dylan Groenewegen    | Pays-Bas  | Team Jayco AlUla              | 3 h 57 min 48 s |
| 2e | Sebastián Molano     | Colombie  | UAE Team Emirates XRG         | + 0 s           |
| 3e | Phil Bauhaus         | Allemagne | Bahrain Victorious            | + 0 s           |
| 4e | Tim Torn Teutenberg  | Allemagne | Lidl-Trek                     | + 0 s           |
| 5e | Manuel Peñalver      | Espagne   | Team Polti VisitMalta         | + 0 s           |
| 6e | Tilen Finkšt         | Slovénie  | Adria Mobil                   | + 0 s           |
| 7e | Carl-Frederik Bévort | Danemark  | Uno-X Mobility                | + 0 s           |
| 8e | Nicolò Parisini      | Italie    | Q36.5 Pro Cycling Team        | + 0 s           |
| 9e | Fernando Barceló     | Espagne   | Caja Rural-Seguros RGA        | + 0 s           |
| 10e | Luca Colnaghi        | Italie    | VF Group-Bardiani CSF-Faizanè | + 0 s           |

| \| Classement général \| Classement général \| Classement général \| Classement général \| Classement général \| \| Coureur \| Coureur \| Pays \| Équipe \| Temps \| \| ------------------ \| ------------------- \| ------------------ \| ----------------------------------- \| ------------------ \| \| 1er \| Fabio Christen \| Suisse \| Q36.5 Pro Cycling Team \| 11 h 31 min 15 s \| \| 2e \| Anders Johannessen \| Norvège \| Uno-X Mobility \| + 16 s \| \| 3e \| Tao Geoghegan Hart \| Royaume-Uni \| Lidl-Trek \| + 21 s \| \| 4e \| Rui Oliveira \| Portugal \| UAE Team Emirates XRG \| + 25 s \| \| 5e \| Felix Großschartner \| Autriche \| UAE Team Emirates XRG \| + 25 s \| \| 6e \| Jakob Omrzel \| Slovénie \| Bahrain Victorious Development Team \| + 25 s \| \| 7e \| Sjoerd Bax \| Pays-Bas \| Q36.5 Pro Cycling Team \| + 31 s \| \| 8e \| Mikel Retegi \| Espagne \| Equipo Kern Pharma \| + 1 min 10 s \| \| 9e \| Fernando Barceló \| Espagne \| Caja Rural-Seguros RGA \| + 1 min 15 s \| \| 10e \| António Morgado \| Portugal \| UAE Team Emirates XRG \| + 1 min 16 s \| |                     |             |                                     |                  |
| |                     |             |                                     |                  |
| |                     |             |                                     |                  |
| Classement général |                     |             |                                     |                  |
| Coureur | Coureur             | Pays        | Équipe                              | Temps            |
| 1er | Fabio Christen      | Suisse      | Q36.5 Pro Cycling Team              | 11 h 31 min 15 s |
| 2e | Anders Johannessen  | Norvège     | Uno-X Mobility                      | + 16 s           |
| 3e | Tao Geoghegan Hart  | Royaume-Uni | Lidl-Trek                           | + 21 s           |
| 4e | Rui Oliveira        | Portugal    | UAE Team Emirates XRG               | + 25 s           |
| 5e | Felix Großschartner | Autriche    | UAE Team Emirates XRG               | + 25 s           |
| 6e | Jakob Omrzel        | Slovénie    | Bahrain Victorious Development Team | + 25 s           |
| 7e | Sjoerd Bax          | Pays-Bas    | Q36.5 Pro Cycling Team              | + 31 s           |
| 8e | Mikel Retegi        | Espagne     | Equipo Kern Pharma                  | + 1 min 10 s     |
| 9e | Fernando Barceló    | Espagne     | Caja Rural-Seguros RGA              | + 1 min 15 s     |
| 10e | António Morgado     | Portugal    | UAE Team Emirates XRG               | + 1 min 16 s     |

### 4eétape
| \| Classement de l'étape \| Classement de l'étape \| Classement de l'étape \| Classement de l'étape \| Classement de l'étape \| \| Coureur \| Coureur \| Pays \| Équipe \| Temps \| \| --------------------- \| --------------------- \| --------------------- \| ----------------------------------- \| --------------------- \| \| 1er \| Kyrylo Tsarenko \| Ukraine \| Team Solution Tech-Vini Fantini \| 4 h 37 min 46 s \| \| 2e \| Samuele Zoccarato \| Italie \| Team Polti VisitMalta \| + 28 s \| \| 3e \| Anders Johannessen \| Norvège \| Uno-X Mobility \| + 38 s \| \| 4e \| Felix Großschartner \| Autriche \| UAE Team Emirates XRG \| + 41 s \| \| 5e \| Johannes Kulset \| Norvège \| Uno-X Mobility \| + 47 s \| \| 6e \| Tao Geoghegan Hart \| Royaume-Uni \| Lidl-Trek \| + 48 s \| \| 7e \| Jan Castellon \| Espagne \| Caja Rural-Seguros RGA \| + 52 s \| \| 8e \| Jakob Omrzel \| Slovénie \| Bahrain Victorious Development Team \| + 1 min 00 s \| \| 9e \| José Félix Parra \| Espagne \| Equipo Kern Pharma \| + 1 min 02 s \| \| 10e \| Fernando Barceló \| Espagne \| Caja Rural-Seguros RGA \| + 1 min 02 s \| |                     |             |                                     |                 |
| |                     |             |                                     |                 |
| |                     |             |                                     |                 |
| Classement de l'étape |                     |             |                                     |                 |
| Coureur | Coureur             | Pays        | Équipe                              | Temps           |
| 1er | Kyrylo Tsarenko     | Ukraine     | Team Solution Tech-Vini Fantini     | 4 h 37 min 46 s |
| 2e | Samuele Zoccarato   | Italie      | Team Polti VisitMalta               | + 28 s          |
| 3e | Anders Johannessen  | Norvège     | Uno-X Mobility                      | + 38 s          |
| 4e | Felix Großschartner | Autriche    | UAE Team Emirates XRG               | + 41 s          |
| 5e | Johannes Kulset     | Norvège     | Uno-X Mobility                      | + 47 s          |
| 6e | Tao Geoghegan Hart  | Royaume-Uni | Lidl-Trek                           | + 48 s          |
| 7e | Jan Castellon       | Espagne     | Caja Rural-Seguros RGA              | + 52 s          |
| 8e | Jakob Omrzel        | Slovénie    | Bahrain Victorious Development Team | + 1 min 00 s    |
| 9e | José Félix Parra    | Espagne     | Equipo Kern Pharma                  | + 1 min 02 s    |
| 10e | Fernando Barceló    | Espagne     | Caja Rural-Seguros RGA              | + 1 min 02 s    |

| \| Classement général \| Classement général \| Classement général \| Classement général \| Classement général \| \| Coureur \| Coureur \| Pays \| Équipe \| Temps \| \| ------------------ \| ------------------ \| ------------------ \| ------------------ \| ------------------ \| |         |      |        |       |
| |         |      |        |       |
| |         |      |        |       |
| Classement général |         |      |        |       |
| Coureur | Coureur | Pays | Équipe | Temps |

### 5eétape
| \| Classement de l'étape \| Classement de l'étape \| Classement de l'étape \| Classement de l'étape \| Classement de l'étape \| \| Coureur \| Coureur \| Pays \| Équipe \| Temps \| \| --------------------- \| --------------------- \| --------------------- \| --------------------- \| --------------------- \| |         |      |        |       |
| |         |      |        |       |
| |         |      |        |       |
| Classement de l'étape |         |      |        |       |
| Coureur | Coureur | Pays | Équipe | Temps |

## Classements finals

### Classement général
| \| Classement général \| Classement général \| Classement général \| Classement général \| Classement général \| \| Coureur \| Coureur \| Pays \| Équipe \| Temps \| \| ------------------ \| ------------------ \| ------------------ \| ------------------ \| ------------------ \| |         |      |        |       |
| |         |      |        |       |
| |         |      |        |       |
| Classement général |         |      |        |       |
| Coureur | Coureur | Pays | Équipe | Temps |

### Classement de la montagne
| Classement de la montagne | Classement de la montagne | Classement de la montagne | Classement de la montagne | Classement de la montagne |
| Coureur                   | Coureur                   | Pays                      | Équipe                    | Points                    |
| ------------------------- | ------------------------- | ------------------------- | ------------------------- | ------------------------- |

### Classement par points
| Classement par points | Classement par points | Classement par points | Classement par points | Classement par points |
| Coureur               | Coureur               | Pays                  | Équipe                | Points                |
| --------------------- | --------------------- | --------------------- | --------------------- | --------------------- |

### Classement du meilleur jeune
| Classement du meilleur jeune | Classement du meilleur jeune | Classement du meilleur jeune | Classement du meilleur jeune | Classement du meilleur jeune |
| Coureur                      | Coureur                      | Pays                         | Équipe                       | Temps                        |
| ---------------------------- | ---------------------------- | ---------------------------- | ---------------------------- | ---------------------------- |

## Évolution des classements
| Étape | Vainqueur         | Classement général | Classement par points | Classement de la montagne | Classement du meilleur jeune | Classement par équipe  |
| ----- | ----------------- | ------------------ | --------------------- | ------------------------- | ---------------------------- | ---------------------- |
| 1     | Dylan Groenewegen | Dylan Groenewegen  | Dylan Groenewegen     | Fabio Christen            | António Morgado              | UAE Emirates XRG       |
| 2     | Fabio Christen    | Fabio Christen     | Fabio Christen        | Fabio Christen            | Jakob Omrzel                 | UAE Emirates XRG       |
| 3     | Dylan Groenewegen | Fabio Christen     | Dylan Groenewegen     | Fabio Christen            | Jakob Omrzel                 | UAE Emirates XRG       |
| 4     | Kyrylo Tsarenko   | Anders Johannessen | Dylan Groenewegen     | Fabio Christen            | Jakob Omrzel                 | Caja Rural-Seguros RGA |
| 5     | Ivo Oliveira      | Anders Johannessen | Fabio Christen        | Fabio Christen            | Jakob Omrzel                 | Caja Rural-Seguros RGA |
| Final | Final             | Anders Johannessen | Fabio Christen        | Fabio Christen            | Jakob Omrzel                 | Caja Rural-Seguros RGA |